# 中央军委后勤保障部直属供应保障局
中央军委后勤保障部直属供应保障局，位于北京市，是中央军委后勤保障部下属局。负责为中央军委机关、军种部队提供军需保障。

## 沿革
该局所在地俗称“西仓库”，其所在丰台区的仓库是1937年卢沟桥事变时修建的。该局的前身是1949年华北军区组建的丰台混合仓库管理处。
后演变为中国人民解放军总后勤部丰台仓库管理处。文革期间，1967年10月5日，北京市革命委员会发出《关于成立丰台区革命委员会筹备小组的通知》，决定由中国人民解放军九〇九部队副政委张在田、中国人民解放军总后勤部丰台仓库管理处政委阎大海、丰台区副区长周仁、丰台区武装部政委宋庆余、中国人民解放军九〇九部队副参谋长汹涌、丰台区武装部部长张济民、中国人民解放军总政治部干事左茂和、北京市公安局丰台分局军代表王全山、丰台区妇联主任张俊台、丰台区革命群众代表张林芳、王培荣、陈景祥、刘义德等13人组成丰台区革命委员会筹备小组。
1986年2月，以中国人民解放军总后勤部丰台仓库管理处为基础，在北京市丰台区东安街组建中国人民解放军总后勤部直属分部（59301部队\62301部队）。
2004年，在中国政府决定向利比里亚派遣共计550人的运输、工兵、医疗三支维和分队后，经中华人民共和国国务院、中央军委批准，维和待命运输连在中国人民解放军总后勤部直属供应保障局某汽车团组建。
2016年改革前，中国人民解放军总后勤部直属供应保障局负责中央军委、总参、总政、总后以及军事科学院、国防大学等单位的军需保障。
中国人民解放军总后勤部直属供应保障局独立汽车营的前身是抗美援朝战争中获赞为"打不垮、炸不烂"钢铁运输线的中国人民解放军汽车第五团。中国人民解放军总后勤部直属供应保障局独立汽车营主要负责军委、总部机关平战时交通运输保障任务及战备运输值班任务，还承担总后勤部驻京直属单位运输保障任务。
在深化国防和军队改革中，2016年1月中国人民解放军总后勤部撤销，组建中央军委后勤保障部。中国人民解放军总后勤部直属供应保障局改组为中央军委后勤保障部直属供应保障局，负责为新成立的中央军委机关、各军种部队及所属300多家团以上保障单位提供供应保障。
丰台西仓库原设有铁路专用线连接丰台站。2020年丰台站改期间将该专用线改由丰台站西侧的西道口线路所接轨。

## 历任领导
中国人民解放军总后勤部直属供应保障局局长
- 王会军（？—？）[9]
- 苑丛臣（？—2015年）[10][11][12]

| 中央军委后勤保障部直属供应保障局局长 - 王建军 少将（2016年2月—） 中央军委后勤保障部直属供应保障局副局长 | 中央军委后勤保障部直属供应保障局政治委员 - 谢凡 少将（2016年—） |